# Alfa Romeo 8 C 2900

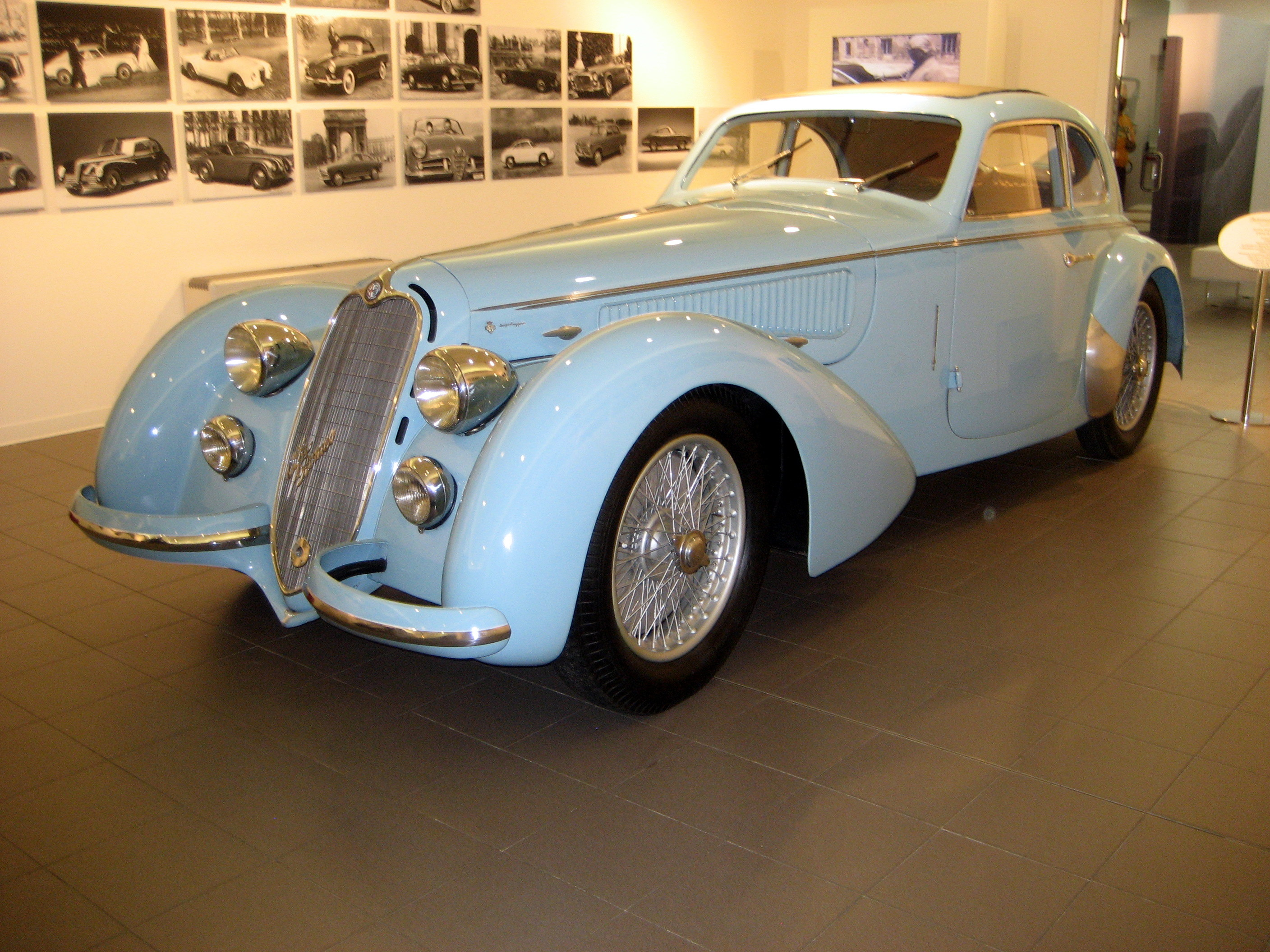
Alfa Romeo 8C 2900B. Кузов компанії Superleggera. Купе. Шасі Lungo. 1938

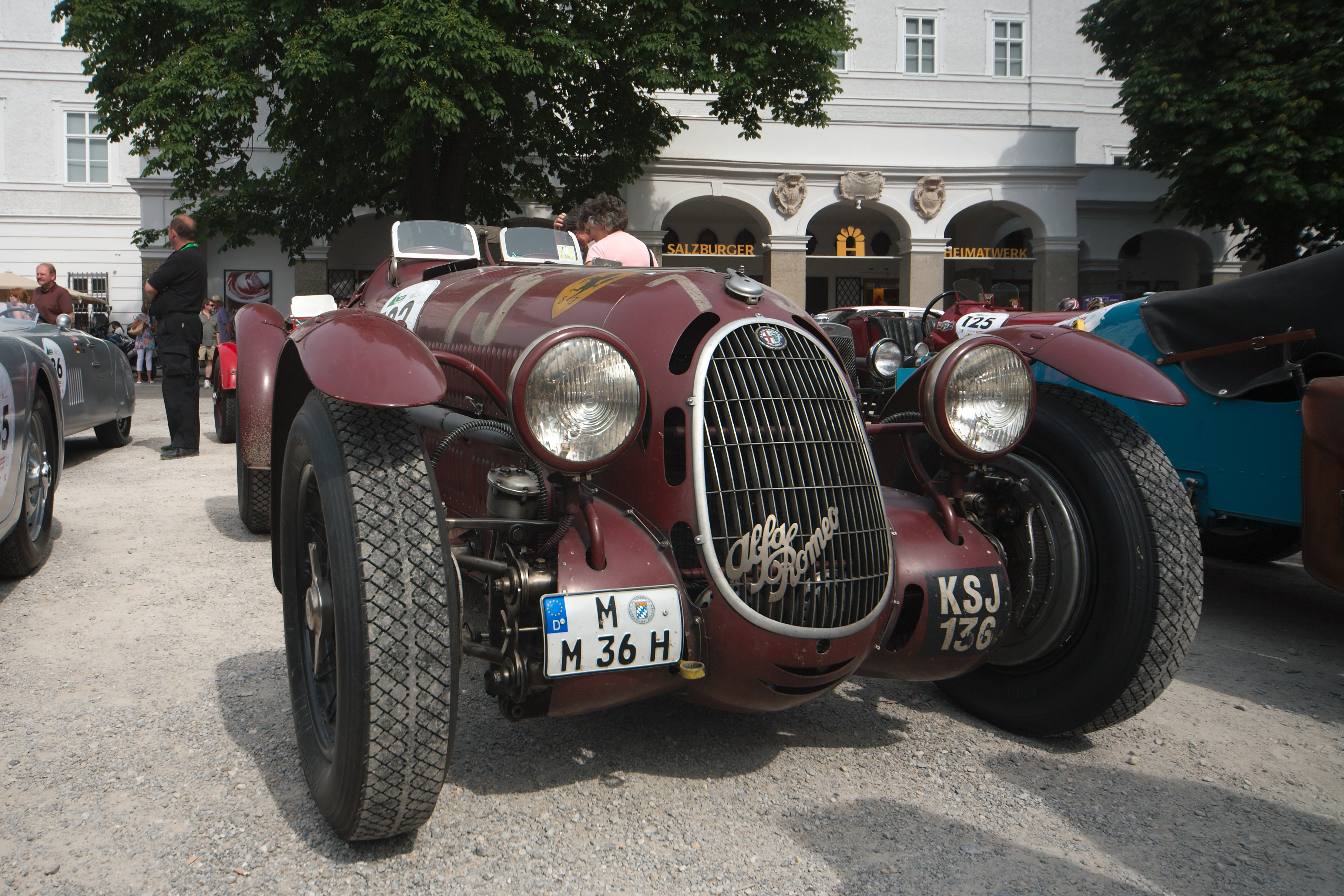
Alfa Romeo 8C 2900A. Родстер. 1936

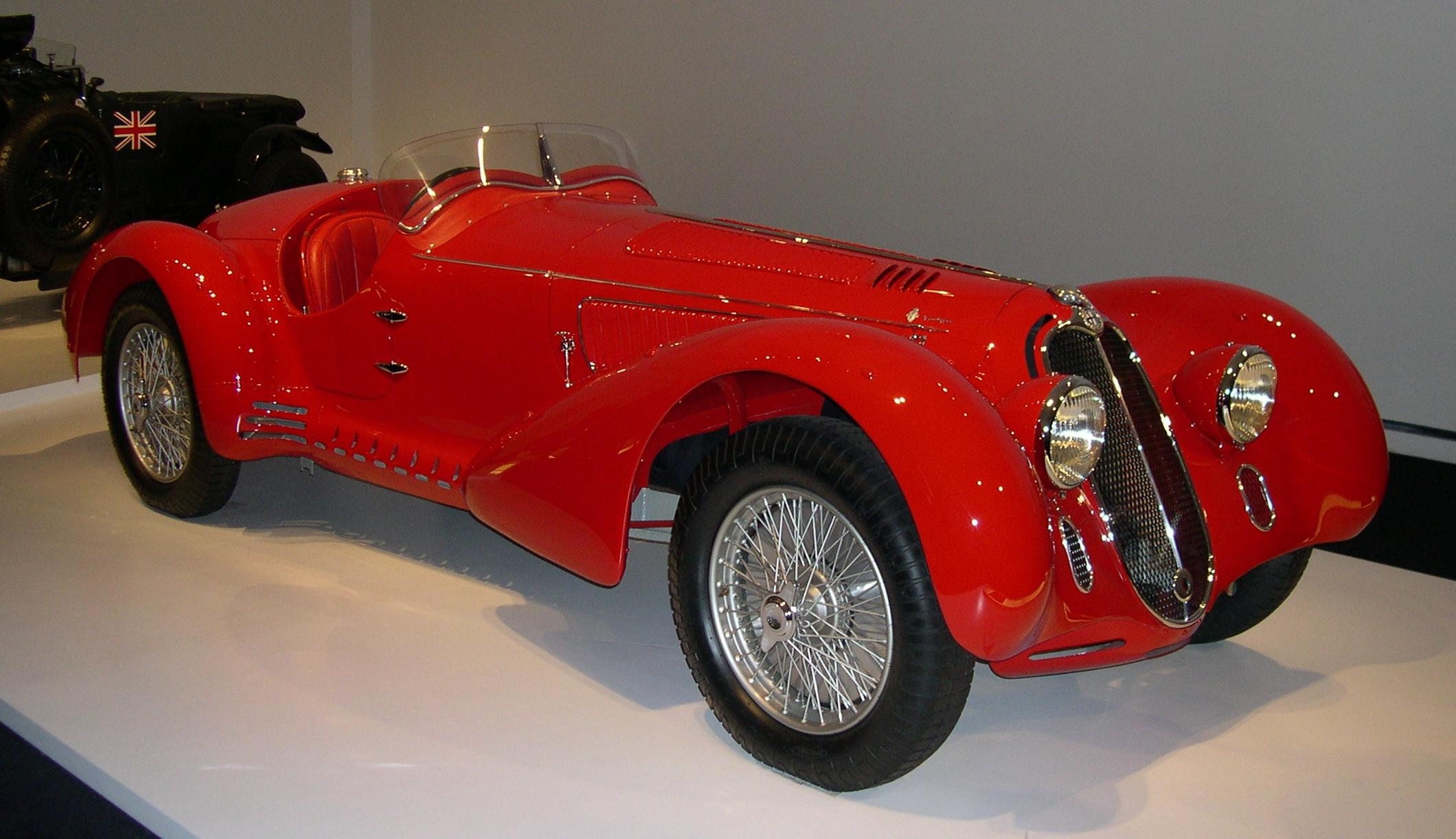
Alfa Romeo 8C 2900А. Mille Miglia. Родстер. 1938

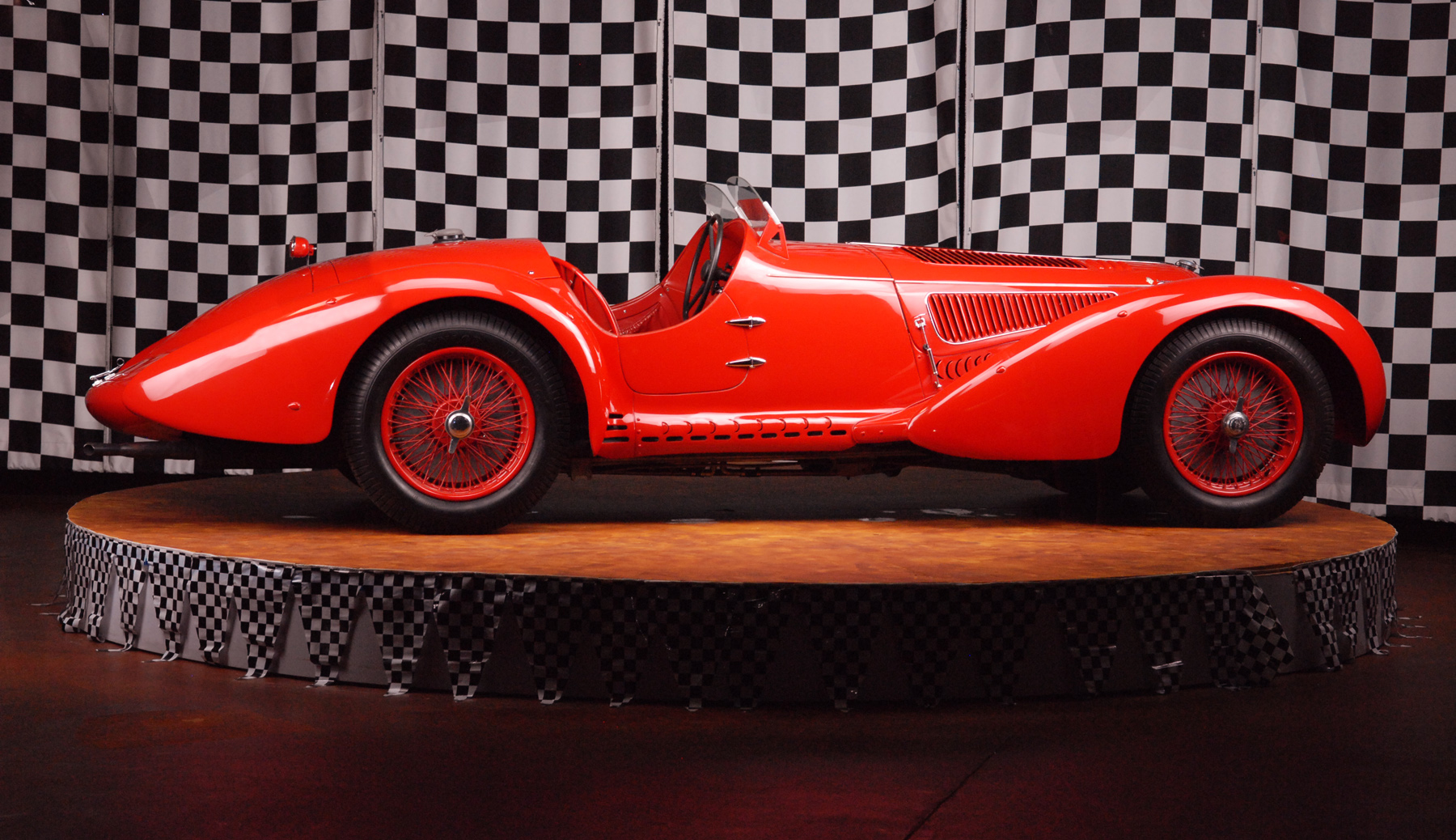
Alfa Romeo 8C 2900B. Mille Miglia. 1938

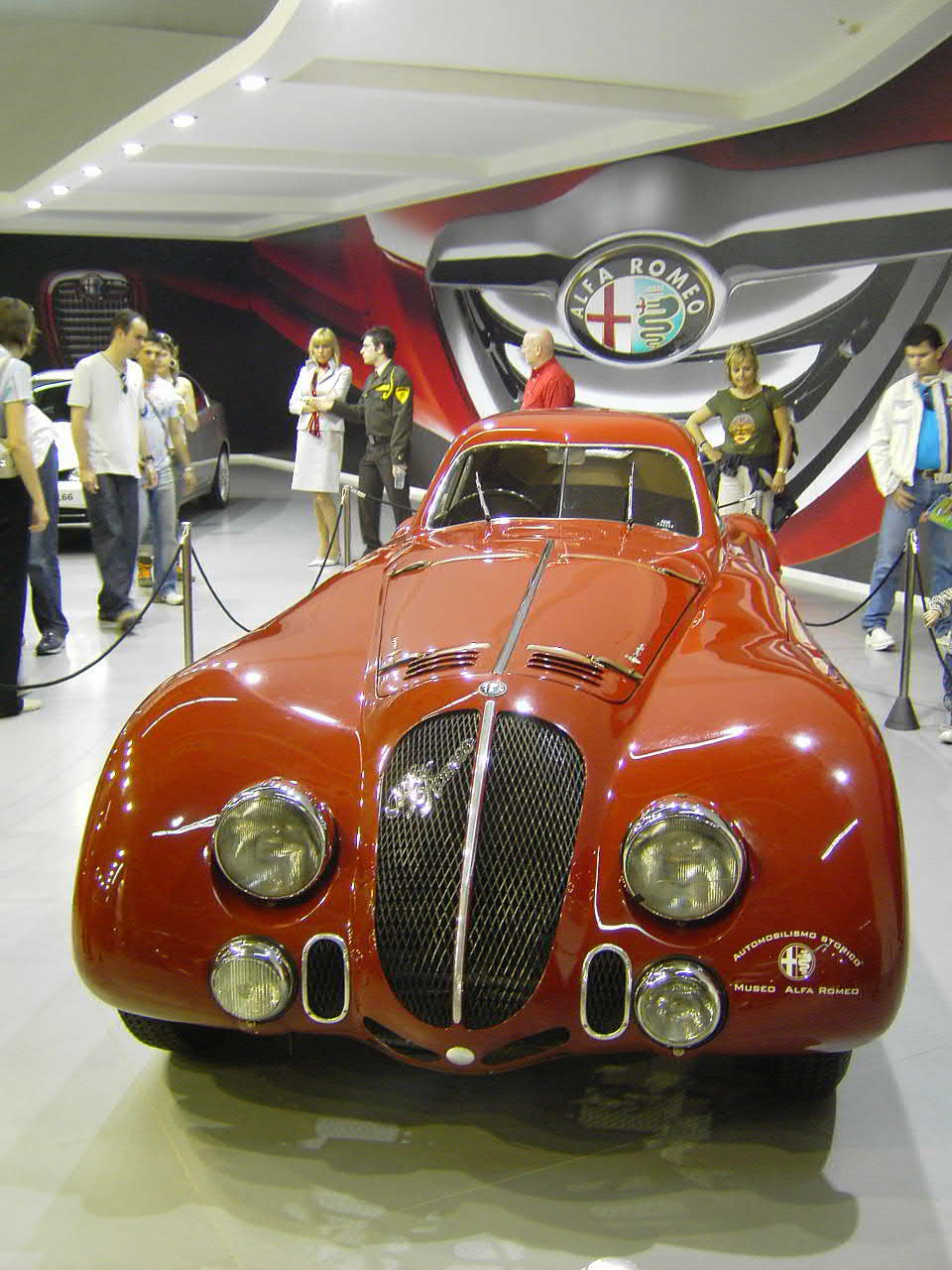
Alfa Romeo 8C 2900B. Lemans. 1938

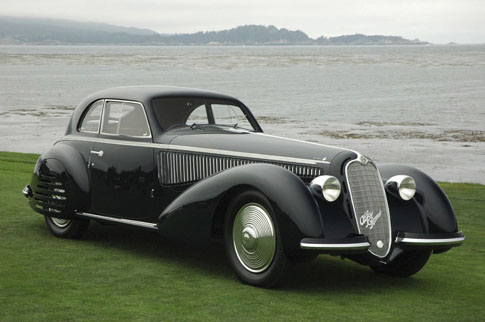
Alfa Romeo 8C 2900B. Berlinetta. 1938

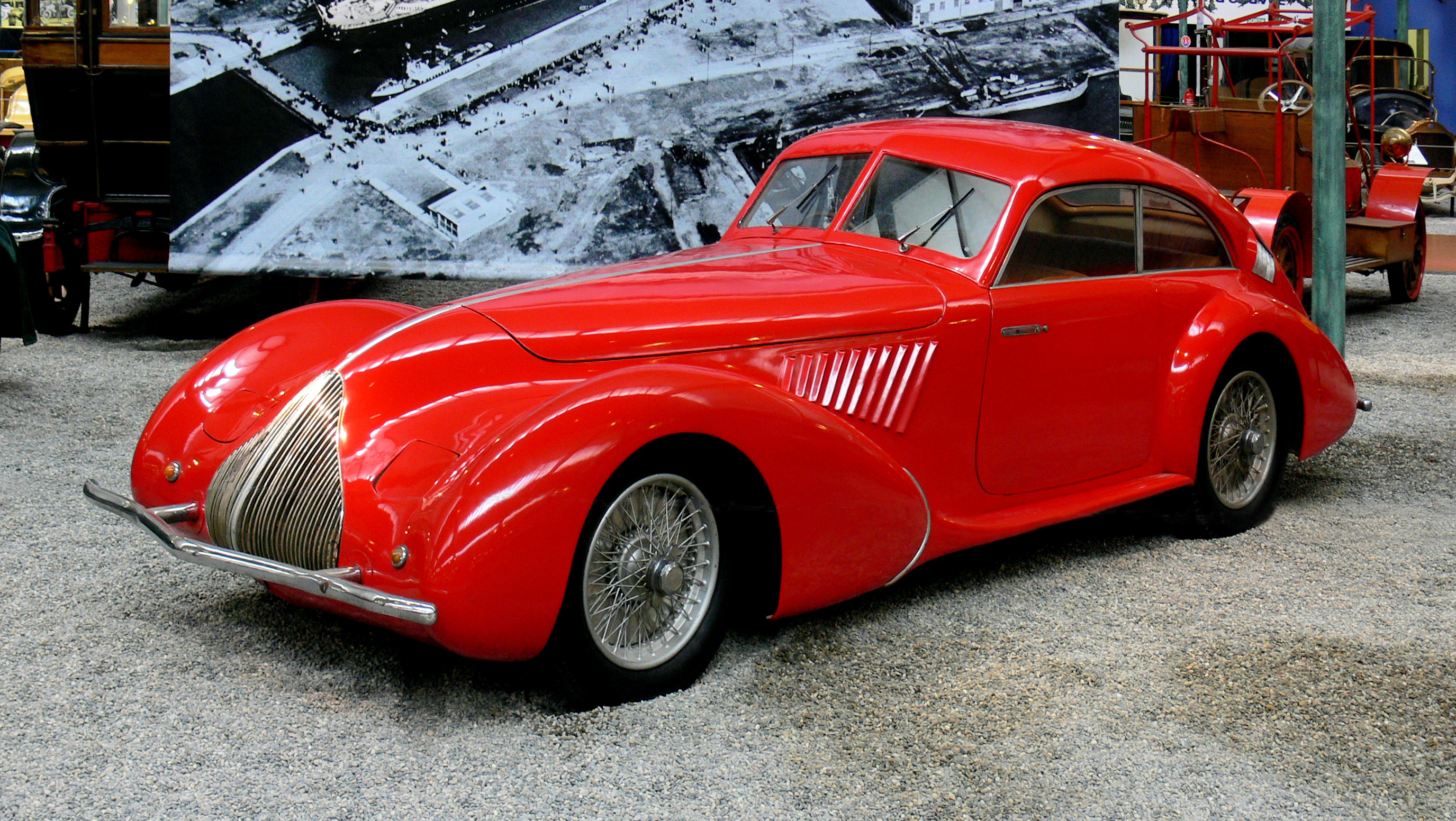
Alfa Romeo 8C 2900А. 1936

Alfa Romeo 8 C 2900 була серією гоночний і спортивних автомобілів компанії Alfa Romeo з 8-циліндровими моторами об'ємом 2905 см³. Був дальшим розвитком серії 6С, 8C 2600. Випускалась впродовж 1935-1938 років.

## Історія
Шасі з 2,9 л мотором було розроблено для гонок Mille Miglia на основі шасі 8C 35 Grand Prix Racing. На моторі було встановлено два компресори і два карбюратори Weber. Шасі мало незалежну підвіску типу Dubonnet.
Модель 8C 2900A презентували 1935 на Лондонському автосалоні з базою 2718 мм. Мотор розвивав потужність 220 к.с. при 5300 об/хв. Для гонок Grand Prix виготовили модифікації Alfa Romeo 8 C 2900 As (по п'ять у 1935, 1936 рр.). Вони зайняли на Mille Miglia перші три місця (1936), два перші (1937).  8C 2900A переміг 1936 на 24 години Спа.
Модель 8C 2900B випустили 1937 р. з колісною базою шасі Corto 2799 мм, Lungo 3000 мм У моторі степінь стиснення зменшили до 5.75:1, що призвело по зниження потужності до 180 к.с. при 5200 об/хв. 19-дюймові колеса доповнювали 17-дюймові (432 мм) гідравлічні барабанні гальма. Було збудовано 42 шасі 2900Bs (1937), 22 (1938), 1 (1941). На цих шасі встановлювали переважно кузови компаній Carrozzeria Touring, Pininfarina, Vittorio Jano Carrocería.
Модель Alfa Romeo 8C 2900 з кузовом кабріолет Pininfarina продали у Каліфорнії за 4.072.000 доларів.
Для гонки 1938 Mille Miglia підготували чотири Alfa Romeo 8C 2900B CORTO з суперлегкими кузовами родстер компанії Carrozzeria Touring Superleggera. Три з них мали форсовані мотори 225 к.с., а четверта Biondetti мотор у 295 к.с. від Alfa Romeo Tipo 30, яка перемогла у гонці. Одна з машин пізніше виграла 24 години Спа (1938).
Alfa Romeo 8C 2900B CORTO підготували 1938 для гонки в Ле-Манс. Компанія Carrozzeria Touring збудувала один з перших закритих аеродинамічних закритих кузовів купе. Він лідирував більшу частину гонки, але через поломку змушений був зійти. Тоді його відрив становив 160 км. Ця модель 1987 потрапила до музею Alfa Romeo. Тоді при продувці у аеродинамічній трубі виміряли коефіцієнт спротиву С=0,42 і 0,38 при закритому повітрязабірнику.
Модель використовували для гонок і після Другої Світової. В 1947році на Alfa Romeo 8C 2900B виграли Mille Miglia (Biondetti – Romano) середня швидкість в гонці довжиною 1132 милі (1 821км) склала 70.1 миль на годину (112.88км\год)

## Технічні дані Alfa Romeo 8 C 2900
|                    |                                                                   |
| Розміри            | Параметри                                                         |
| Роки випуску:      | 1935-1938                                                         |
| Колісна база:      | * 2900A: 2718 мм - 2900B Corto: 2799 мм - 2900B Lungo: 3000 мм мм |
| Довжина:           | 4480 мм                                                           |
| Ширина             | 1071 мм                                                           |
| Виготовлено:       | екземплярів                                                       |
| Маса порожнього:   | бл. 1250 кг                                                       |
| Мотор              | 1×8-циліндровий, спарений карбюратор                              |
| Потужність мотора: | 180, 220, 225 к.с.                                                |
| Об'єм мотора       | 2905 см³ з подвійним турбонаддувом                                |
| Трансмісія:        | КП 4-ступінчаста механічна без синхронізаторів                    |
| Швидкість:         | бл. 200 км/год.                                                   |
| Витрата пального:  | 20 л на 100 км                                                    |